# Odznaka „Wzorowy Hodowca”
Odznaka „Wzorowy Hodowca” – polskie odznaczenie resortowe z czasów PRL, ustanowione 5 lipca 1952 jako wyraz uznania wybitnych osiągnięć w zakresie hodowli zwierząt, jako wkład w dzieło podniesienia potencjału gospodarczego kraju. Nadawana była w formie odznaki przez Ministra Rolnictwa na wniosek prezydium właściwej terytorialnie rady narodowej.
Odznaka wyobrażała wieniec z kłosów i części koła zębatego, na którym umieszczono napis „WZOROWY HODOWCA”; środek odznaki stanowiła okrągła tarcza, na której wytłoczone były postacie: rolnika, bydła i trzody chlewnej. Cała odznaka wykonana była w kolorze złotym, a napis – złotymi literami na tle czerwonym.